# Urinsystemet
Urinsystemet är den kroppsliga process som för att upprätthålla vätske- och elektrolytbalansen och för att göra sig av med slaggprodukter, producerar, lagrar och transporterar urin, vilket har en central roll i osmoregleringen. Den del av urinvägssystemet som sköter transporten, kallas urinvägarna. Hos människan består urinsystemet av två njurar, två urinledare, urinblåsan, urinröret och två slutarmuskler, sfinktrar. Stor del av urinvägarna täcks på insidan av ett mycket specialiserat epitel, urotelet.

## Fysiologi

### Njurarna
Huvudartikel:Njure
Njurarna är bönformade organ av ungefär en knytnäves storlek som ligger nära ryggradens mittpunkt, alldeles under bröstkorgen. Tillsammans med lungorna, tarmarna och huden ansvarar njurarna för att avfall förs bort från kroppen. En njure består av ungefär en miljon filtreringsenheter kallade nefron. Varje nefron består av ett glomerulus, ett bollformat kapillärnystan, och ett nätverk av rör. I glomerulus filtreras blodet, och den bildade primärurinen passerar genom rörsystemet där vatten, salter och näringsämnen återupptas. 
En människa producerar ungefär en och en halv liter urin per dygn. Denna mängd varierar dock beroende på omständigheterna. Ökat vätskeintag ökar i allmänhet urinmängden, medan ökad andning och svettning kan minska den. En del läkemedel påverkar utsöndringen antingen direkt eller indirekt, såsom vätskedrivande medel (diuretika). Njurarna är viktiga för att reglera mängden elektrolyter i kroppen (natrium, kalium och kalcium). Dessutom befriar njurarna kroppen från urea, en kvävehaltig avfallsprodukt som bildas vid nedbrytning av aminosyror.

### Urinledarna
|  |
|  |

Urinen samlas upp i njurbäckenet, som har förbindelse med urinledarna (uretärerna) som för urinen till urinblåsan. Urinledarna är ungefär 20 till 25 centimeter långa, och dess väggar är försedda med glatt muskulatur som genom peristaltiska rörelser pressar urinen nedåt. Små mängder urin töms i urinblåsan från urinledare ungefär var tionde till femtonde sekund.

### Urinblåsan
Urinblåsan (latin.vesica urinaria) är ett ihåligt ballongformat muskulärt organ. Det ligger i "hålrummet" i bäckenets mitt, och hålls på plats av ligament fästa vid bäckenbenet. Dess funktion är att lagra urin, och den kan utvidgas väsentligt. När den är full sväller den och blir rund, och när den tömts krymper den. En normal urinblåsa kan utan problem rymma ungefär en halvliter urin i upp till två till fem timmar. 
Cirkulära slutarmuskler, sfinktrar, reglerar urinens utflöde från blåsan och ut ur kroppen. Själva blåsan har ett eget muskellager som kan öka trycket inuti blåsan och därmed öka urinflödet. Urintömning är en viljestyrd process, som i allmänhet föranleds av att sträckreceptorer i blåsan ger signaler till hjärnan om att blåsan är full. Detta upplevs som kissnödighet. När man kissar slappar sfinktrarna av och blåsans omgivande muskler drar ihop sig, vilket får urinen att tryckas ut ur blåsan.

## Sjukdomar som rör urinsystemet
Njursjukdomar undersöks och behandlas i allmänhet av nefrologer. Övriga av organ i urinsystemet behandlas av urologer. Inkontinens hos kvinnor behandlas ofta av gynekologer. Uropatier är sjukdomar som har med urinvägarna att göra, medan nefropatier är samma sak som njursjukdomar.
Bland sjukdomar som rör urinsystemet finns
- ett flertal olika njursjukdomar. Många av dem stör den normala urinproduktionen
  - njursvikt delas upp i kronisk njursvikt och akut njursvikt, och kan kräva medicinering och dialys
  - proteinuri ger vanligen inga symptom i sig själv, men är oftast ett tecken på njursjukdom
- njurstenar är plågsamma och kan i det långa loppet orsaka njurskada
- stenos (blockering) i urinvägarna, kan ge reflux - att urinen flödar tillbaka till njuren och där orsakar skada
- urinvägsinfektioner, ofta förkortade UVI
- prostatainflammationer
- inkontinens
- cancer i urinblåsan eller i njuren. Även prostatacancer påverkar utsöndringen